# اسبکیا چایننسیس
اسبکیا چایننسیس (نام علمی: Osbeckia chinensis) نام یک گونه از سرده اسبکیا است.